# Ctenotus angusticeps
Ctenotus angusticeps är en ödleart som beskrevs av Storr 1988. Ctenotus angusticeps ingår i släktet Ctenotus och familjen skinkar. Inga underarter finns listade i Catalogue of Life.
Arten förekommer endemisk på Airlie Island och på några tillhörande öar framför Australiens nordvästra kustlinje. Honor lägger ägg.